# Ásta Sigurðardóttir
Ásta Sigurðardóttir (* 1. April 1930 in Litla-Hraun, Kolbeinsstaðarhreppur, Hnappadalssýsla, Island; † 21. Dezember 1971) war eine isländische Schriftstellerin und Illustratorin.

## Biografie
Ásta wurde im Westen Islands geboren. Sie wuchs in dieser abgelegenen Gegend auf und ging im  Alter von 14 Jahren nach Reykjavík, wo sie 1946 das Abitur machte. 1950 schloss sie das Lehrerkollegium mit nur 20 Jahren ab.
Ásta hatte ein herausragendes Talent für das Schreiben wie auch für die bildende Kunst. Sie tauchte aktiv in die Kunstszene Reykjavíks ein. Ihre Tätigkeit als Aktmodell für Kunststudenten sorgte für Gesprächsstoff. Sie rebellierte gegen herkömmliche Moralvorstellungen, kämpfte für die Gleichberechtigung der Frauen und provozierte mit unkonventioneller Kleidung und starkem Make-up; sie gilt als eine der ersten Bohémiennes in Island. Sie setzte sich in ihren Geschichten und Gedichten für die Benachteiligten der Gesellschaft ein.
1957 heiratete sie den Dichter Þorstein frá Hamri, mit dem sie fünf Kinder hatte, drei Jungen und zwei Mädchen. Zuvor hatte sie bereits einen Sohn mit dem Maler Jóhannes Geir. Nachdem Þorstein frá Hamri die in schwierigen finanziellen Verhältnissen lebende Familie verlassen hatte, verlor sie jeglichen Halt, ihre Kinder wurden in eine Pflegefamilie gegeben, sie selbst verschrieb sich dem Alkohol. 1967 heiratete sie Baldur Guðmundsson. Ásta starb 1971 im Alter von 41 Jahren an den Folgen einer jahrelangen Alkoholkrankheit.

## Werk
Ásta veröffentlichte einige ihrer Geschichten in Zeitschriften und illustrierte sie selbst. Ihre Kurzgeschichte „Sonntagabend bis Montagmorgen“ erschien 1951 in der Zeitschrift „Líf og list“ (Leben und Kunst) und erregte viel Aufmerksamkeit; sie wurde auch als skandalös bezeichnet. 1961 stellte Ásta ihre Kurzgeschichten zu einem Buch zusammen, das sie ebenfalls „Sonntagabend bis Montagmorgen“ betitelte. 1985 erschien eine vollständige Sammlung ihrer Kurzgeschichten und Gedichte mit ihren Illustrationen. Mehrere der in Sonntagabend bis Montagmorgen veröffentlichten Erzählungen haben Klassikerstatus, werden in Island im Unterricht verwendet, wurden fürs Theater bearbeitet und erlebten mehrfache Auflagen als Buch. Eine deutschsprachige Ausgabe von Erzählungen erschien 2025.
In ihren Folklorekarten malte Ásta die Welt der Legenden Islands. Bereits 1951 veröffentlichte sie einen Artikel über die Kunst der Keramik.

## Veröffentlichungen
- Streichhölzer,[6] aus dem Isländischen von Tina Flecken, Nachwort von Dagný Kristjánsdóttir, Guggolz Verlag, Berlin 2025, ISBN 978-3-945370-48-3.